# 67 Ha
La cité des 67 hectares ou cité des 67 ha, est une zone residentielle située dans le 1er arrondissement de Tananarive, capitale de Madagascar.

## Histoire
La cité des 67 ha était initialement une cité pour les étudiants dont les appartements étaient gérés par la SEIMAD. Les appartements ont ensuite été proposés en location-vente pour les étudiants ou plutôt pour les familles fondées par ces étudiants, faisant finalement de la cité une véritable résidence familiale.
Les travaux de la seimad ont commencé en mai 1967.
Le périmètre qui a été choisi pour l’installation de la cité de 67Ha, se situe bien en dehors de la ville, les limites de la zone urbanisée était constituées par la cité d’Ambodin’Isotry au quadrillage bien net.
Le périmètre des 67 Ha avait encore été presque entièrement occupé par des rizières au milieu des champs.
La zone comptait environ 170 petites constructions très inégalement reparties.
Dans les années 1970, il y a  ralentissement des travaux de le SEIMAD et installation des premières constructions illégales.
L'absence de routes et de commerces favorise la venue de petits commerçants essentiellement de petits marchands de légumes, de fruits, de denrées alimentaires et de charbon.
Au départ les points de ventes étaient matérialisés par des constructions en bois.
Par la suite, les commerçants se sont hasardés à construire des maisons en dur.
Encouragés par cette situation, d'autres ménages viennent s'installer en montant de petites activités artisanales.
(cordonnerie. menuiserie, coiffure. etc.).
Les artisans et commerçants étaient les pionniers des constructions illégales et la construction anarchique ne s'est pas arrêtée depuis,.
La cité est un problème d'urbanisation,.

## Quartiers
Le 67 Ha est administrativement composé de 4 quartiers: 
- 31 Cité 67 ha Afovoany-Andrefana (Cité 67 ha Centre-Ouest)
- 32 Cité 67 ha Atsimo (Cité 67 ha Sud)
- 33 Cité 67 ha Avaratra-Andrefana (Cité 67 ha Nord-Ouest)
- 34 Cité 67 ha Avaratra-Atsinanana (Cité 67 ha Nord-Est)